# Attraction (cheval)
Pour les articles homonymes, voir Attraction.
Attraction, née en 2001, est une jument de course anglaise, de race pur sang anglais, qui participe aux courses hippiques de plat. 

## Carrière de courses

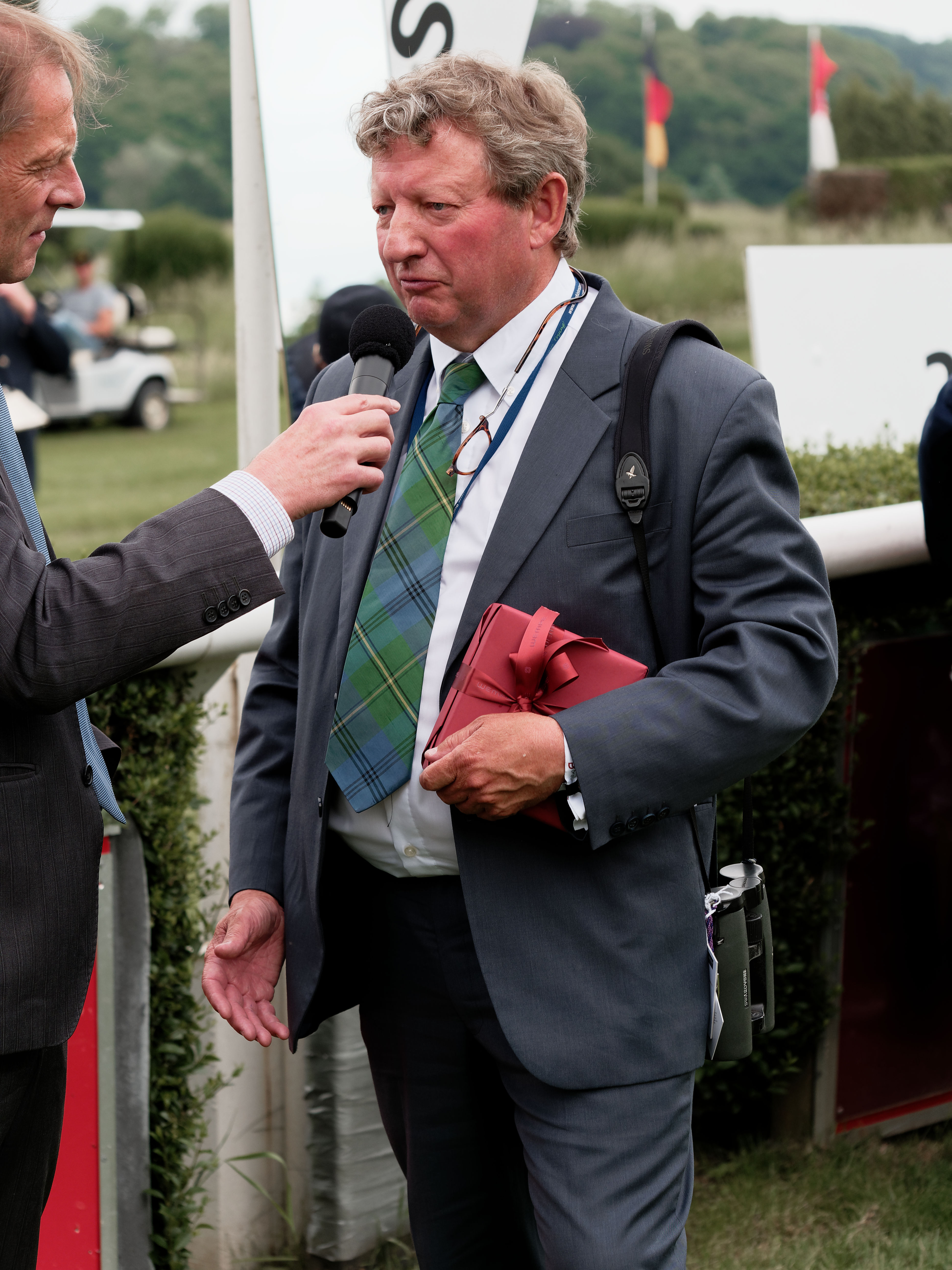
Mark Johnston, l'entraîneur d'Attraction

Née au haras du domaine de Floors Castle à Kelso en Écosse, Attraction a de mauvais aplombs et des jambes tordues, aussi son propriétaire le Duc de Roxburghe renonce à la présenter aux ventes. La pouliche est confiée à l'entraîneur Mark Johnston, installé quant à lui à Middleham dans le Yorkshire du Nord. Débutant très tôt dans l'année, elle justifie immédiatement son nom en s'imposant par 5 longueurs dans un maiden disputé sur le petit hippodrome de Nottingham. Elle enchaîne dans une autre petite course à Thirsk, puis dans une Listed Race à Beverley dans le Yorkshire. Changement de décor : après les hippodromes champêtre du nord de l'Angleterre, la voilà prête pour le prestigieux meeting de Royal Ascot où elle va se mesurer aux pouliches les plus précoces d'Angleterre et d'Irlande. Parmi les nombreux sprints pour juveniles du meeting, ce sont les Queen Mary Stakes qui sont choisies, et Attraction s'y balade de 3 longueurs. Trois semaines plus tard, la pouliche, qui court pour la cinquième fois en un peu plus de deux mois, conserve son invincibilité en survolant les Cherry Hinton Stakes, un groupe 2 couru à Newmarket. Il ne lui reste plus qu'à cueillir son groupe 1 automnal, et elle est dirigée vers les Cheveley Park Stakes, mais une petite blessure à une jambe lui fait garder le box et renoncer à sa deuxième partie de saison. Néanmoins elle est nantie d'un rating FIAH de 119, le deuxième en Europe après le poulain français Bago, mais le premier chez les pouliches. Attraction est moche, quand elle galope elle ressemble à un hélicoptère ou "une faucheuse folle brandissant une faux", mais elle est la meilleure 2 ans en Europe. 

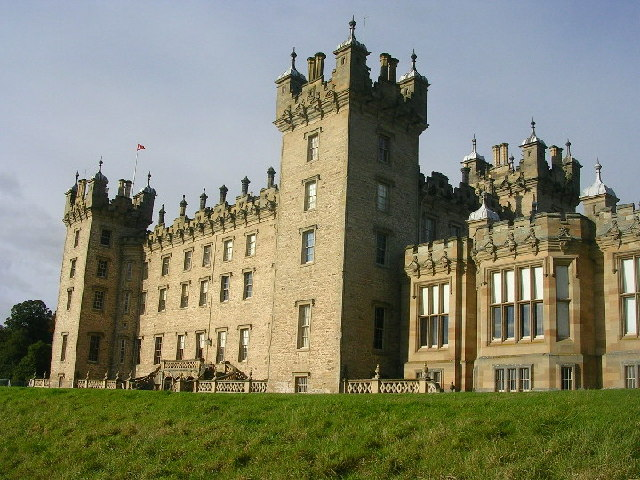
Domaine de Floors Castle

À 3 ans, Attraction fait sa rentrée directement dans les 1000 Guinées, sans passer par une préparatoire. Deuxième favorite (derrière Red Bloom, qui elle aussi fait sa rentrée après avoir gagné le Fillies' Mile à l'automne), elle s'impose de 3/4 de longueurs. Trois semaines plus tard, elle tente un doublé inédit en allant disputer les 1000 Guinées irlandaises : depuis la création de celles-ci en 1922, aucune pouliche n'a pu enchaîner les deux épreuves. Et Attraction devient la première, en battant l'excellente Alexander Goldrun, une championne en devenir qui remportera cinq groupe 1 dans sa carrière. Et ce n'est pas fini. Elle s'attaque ensuite aux Coronation Stakes durant le meeting de Royal Ascot et s'impose à nouveau, avec de la marge, comme si elle était meilleure course après course. C'est sa huitième victoire consécutive, son troisième groupe 1 d'affilée, et elle n'a jamais connu la défaite. Attraction est-elle donc invincible ?   
Non. Attraction est défaite, sans excuses, dans les Falmouth Stakes, sa première confrontation avec les juments d'âge, terminant deuxième de l'une d'elles, la championne Soviet Song. Et puis, un mois plus tard, elle ne parvient pas à se dépatouiller du terrain souple à Deauville et sombre dans le Prix Jacques Le Marois. Mais ce n'est pas que la pouliche soit passée de forme, puisque dans une revanche contre Soviet Song dans les Matron Stakes, elle est certes une nouvelle fois battue par sa rivale, mais court mieux et ne lui concède qu'une demi-longueur. Et puis surtout elle renoue avec le succès en octobre dans les Sun Chariot Stakes face à un bon petit lot, terminant ainsi son année sur une bonne note, sans pouvoir contester à Ouija Board (Oaks, Irish Oaks, Breeders' Cup Filly & Mare Turf, troisième du Prix de l'Arc de Triomphe) le titre de meilleure 3 ans européenne de l'année.        
Attraction reste à l'entraînement à 4 ans, mais des blessures contrarient sa saison, limitée à trois sorties. Elle retrouve la compétition à Hong Kong, dans le Champions Mile, mais elle échoue complètement. Et sa quatrième place dans les Hungerford Stakes ne rassure pas. Pourtant, encore une fois, la jument remet les pendules à l'heure et sort par la grande en accrochant son cinquième groupe 1 dans les Matron Stakes.       

### Résumé de carrière
| Date         | Hippodrome   | Pays        | Course                 | Statut      | Distance    | Jockey       | Place       | Écart       | Vainqueur ou deuxième |
| 2003, 2 ans  | 2003, 2 ans  | 2003, 2 ans | 2003, 2 ans            | 2003, 2 ans | 2003, 2 ans | 2003, 2 ans  | 2003, 2 ans | 2003, 2 ans | 2003, 2 ans           |
| ------------ | ------------ | ----------- | ---------------------- | ----------- | ----------- | ------------ | ----------- | ----------- | --------------------- |
| 29 avril     | Nottingham   | Royaume-Uni | Auction Stakes         | Maiden      | 1 000 m     | K. Dalgleish | 1er / 9     | 5           | Avid Spell            |
| 17 mai       | Thirsk       | Royaume-Uni | Novice Fillies' Stakes | Class D     | 1 000 m     | J. Fanning   | 1er / 6     | 2           | Mirasol Princess      |
| 4 juin       | Beverley     | Royaume-Uni | Hilary Needler Trophy  | Listed      | 1 000 m     | K. Dalgleish | 1er / 9     | 2 ½         | Tolzey                |
| 18 juin      | Ascot        | Royaume-Uni | Queen Mary Stakes      | Gr. 3       | 1 000 m     | K. Darley    | 1er / 14    | 3           | Catstar               |
| 8 juillet    | Newmarket    | Royaume-Uni | Cherry Hinton Stakes   | Gr. 2       | 1 200 m     | K. Darley    | 1er / 8     | 5           | Pearl Gray            |
| 2004, 3 ans  |              |             |                        |             |             |              |             |             |                       |
| 2 mai        | Newmarket    | Royaume-Uni | 1000 Guineas           | Gr. 1       | 1 600 m     | K. Darley    | 1er / 16    | 1/2         | Sundrop               |
| 23 mai       | Curragh      | Irlande     | Irish 1000 Guineas     | Gr. 1       | 1 600 m     | K. Darley    | 1er / 15    | 1           | Alexander Goldrun     |
| 18 juin      | Ascot        | Royaume-Uni | Coronation Stakes      | Gr. 1       | 1 600 m     | K. Darley    | 1er / 11    | 2 ½         | Majestic Desert       |
| 6 juillet    | Newmarket    | Royaume-Uni | Falmouth Stakes        | Gr. 1       | 1 600 m     | K. Darley    | 2e / 7      | 2 ½         | Soviet Song           |
| 15 août      | Deauville    | France      | Prix Jacques Le Marois | Gr. 1       | 1 600 m     | K. Darley    | 10e / 10    | 23          | Whipper               |
| 11 septembre | Leopardstown | Irlande     | Matron Stakes          | Gr. 1       | 1 600 m     | K. Darley    | 2e / 6      | 1/2         | Soviet Song           |
| 2 octobre    | Newmarket    | Royaume-Uni | Sun Chariot Stakes     | Gr. 1       | 1 600 m     | K. Darley    | 1er / 5     | enc.        | Chic                  |
| 2005, 4 ans  |              |             |                        |             |             |              |             |             |                       |
| 14 mai       | Sha Tin      | Hong Kong   | Champions Mile         | Gr. 1       | 1 600 m     | K. Darley    | 11e / 13    | 15          | Bullish Luck          |
| 13 août      | Newbury      | Royaume-Uni | Hungerford Stakes      | Gr. 3       | 1 400 m     | K. Darley    | 4e / 9      | 6 ¼         | Sleeping Indian       |
| 10 septembre | Leopardstown | Irlande     | Matron Stakes          | Gr. 1       | 1 600 m     | K. Darley    | 1er / 9     | 3/4         | Chic                  |

## Au haras
Retirée comme poulinière à Floors Castle, Attraction réussit bien sa reconversion, puisqu'elle est mère notamment de :
- Cushion (2007, Galileo) : 2e My Charmer Handicap (Gr.3, USA), Violet Stakes (Gr.3, USA). Mère de :
  - Hafit (2019, Dubawi) : 3e Queen's Vase (Gr.2), Zetland Stakes (Gr.3).
- Fountain of Youth (2011, Oasis Dream) : Sapphire Stakes (Gr.3).
- Neoattraction (2012, Montjeu) vendu 450 000 guinées yearling
- Elarqam (2015, Frankel), vendu 1 600 000 guinées yearling : York Stakes (Gr.2), Somerville Tattersall Stakes (Gr.3), Legacy Cup (Gr.3), 3e International Stakes. Étalon en France, puis en Turquie.
- Maydanny (2016, Dubawi), vendu 1 350 000 guinées yearling : vainqueur de Listed.
- Sayf Al Dawla (2018, Frankel), vendu 550 000 guinées yearling
- Imperial Crown (2019, Frankel), vendu 1 100 000 guinées yearling
- Dubawi Delight (2020, Dubawi), vendu 425 000 guinées yearling : vainqueur de Listed.
- Audition (2021, Kingman)
- Magnetite (2022, Frankel)

Libérée de ses devoirs de poulinière en 2025, Attraction finit ses jours au haras national d'Angleterre. 

## Pedigree
Attraction est le meilleur produit d'Efisio, et fait partie de l'une des dernières générations nées de ce miler (notamment lauréat des Queen Anne Stakes et troisième des Queen Elizabeth II Stakes), devenu bon étalon, père de sept lauréats de groupe 1. La mère, Flirtation, a couru une fois, sans succès, et a donné une autre jument de valeur, Federation (par Motivator), deuxième d'un groupe 3 aux États-Unis. Il s'agit d'une famille maternelle atypique parce que, contrairement à l'écrasante majorité des chevaux de course (et la quasi-totalité des chevaux de haut niveau), on ne peut la faire remonter jusqu'aux juments fondatrices de la race pur-sang. Elle était donc dite "demi-sang", jusqu'à ce qu'elle soit intégrée au Stud Book en 1969 (d'où la notation atypique B3). 

### Pedigree
| Origines de Attraction (GB), jument baie née en 2001 | Origines de Attraction (GB), jument baie née en 2001 | Origines de Attraction (GB), jument baie née en 2001 | Origines de Attraction (GB), jument baie née en 2001 |
| ---------------------------------------------------- | ---------------------------------------------------- | ---------------------------------------------------- | ---------------------------------------------------- |
| Père Efisio 1982                                     | Formidable 1975                                      | Forli                                                | Aristophanes                                         |
| Père Efisio 1982                                     | Formidable 1975                                      | Forli                                                | Trevisa                                              |
| Père Efisio 1982                                     | Formidable 1975                                      | Native Partner                                       | Raise a Native                                       |
| Père Efisio 1982                                     | Formidable 1975                                      | Native Partner                                       | Dinner Partner                                       |
| Père Efisio 1982                                     | Eldoret 1976                                         | High Top                                             | Derring-Do                                           |
| Père Efisio 1982                                     | Eldoret 1976                                         | High Top                                             | Camenae                                              |
| Père Efisio 1982                                     | Eldoret 1976                                         | Bamburi                                              | Ragusa                                               |
| Père Efisio 1982                                     | Eldoret 1976                                         | Bamburi                                              | Kilifi                                               |
| Mère Flirtation 1994                                 | Pursuit of Love 1989                                 | Groom Dancer                                         | Blushing Groom                                       |
| Mère Flirtation 1994                                 | Pursuit of Love 1989                                 | Groom Dancer                                         | Featherhill                                          |
| Mère Flirtation 1994                                 | Pursuit of Love 1989                                 | Dance Quest                                          | Green Dancer                                         |
| Mère Flirtation 1994                                 | Pursuit of Love 1989                                 | Dance Quest                                          | Polyponder                                           |
| Mère Flirtation 1994                                 | Eastern Shore 1979                                   | Sun Prince                                           | Princely Gift                                        |
| Mère Flirtation 1994                                 | Eastern Shore 1979                                   | Sun Prince                                           | Costa Sola                                           |
| Mère Flirtation 1994                                 | Eastern Shore 1979                                   | Land Ho                                              | Primera                                              |
| Mère Flirtation 1994                                 | Eastern Shore 1979                                   | Land Ho                                              | Lucasland (famille B3)                               |